# 寇姓
寇姓是中文姓氏之一。在《百家姓》中排第356位。

## 起源
寇姓在中國大陸與台灣都未進入前百名。寇姓源於先秦時，天子與各諸侯都設「司寇」一職，掌管治安、審判等，相當於今日的司法大臣兼警察局局長，凡任職過司寇者，其後裔都可能以寇為姓，如：蘇忿生、衛康叔等。又鮮卑族的「古口引氏」演變為寇姓，遼東烏桓中也有寇姓。

## 分佈
据2010年統計，寇姓是中國大陸第240常見之姓氏，人口大約38萬，約占全國總人口數的0.029%，其中有約40.4%分佈於河南（最多，占比15.3%）、陝西、四川三個省份，其次有28.9%分佈于河北、山東、山西、甘肅、遼寧等5個省份。

## 名人
《中國人名大辭典》收錄寇姓歷代名人19名，占縂名人數之0.042%，并列排位名人姓氏榜單第272位。其中著名文學家占歷代文學家總數之0.03%，排名并列第254位；著名醫學家占歷代醫學家總數之0.04%，排名并列第238位；著名美術家占歷代美術家總數之0.02%，排名并列第286位。

## 郡望
- 河南郡
- 冯翊郡
- 上谷郡
- 上党郡
- 东海郡

## 備注
1. ↑  然而由於“寇”一字筆畫較多，字義不佳，許多人習慣將其寫爲“扣”或“叩”，影響了數字統計之準確性。[1]

## 延伸阅读
[在维基数据编辑]
 《百家姓》
 《欽定古今圖書集成·明倫彙編·氏族典·寇姓部》，出自陈梦雷《古今圖書集成》